# Ver-sur-Launette
Ver-sur-Launette je francouzská obec v departementu Oise v regionu Hauts-de-France. V roce 2010 zde žilo 1 198 obyvatel.

## Vývoj počtu obyvatel
Počet obyvatel 